# ژیوا کراوس
ژیوا کراوس (کرواتی: Živa Kraus؛ زادهٔ ۴ اکتبر ۱۹۴۵) نقاش، و عکاس اهل کرواسی است.